# 박인수 (조선)
박인수(朴仁壽: 1521년~1592년)는 조선의 문인이다. 본관은 개성, 자(字)는 덕로(德老)이다. 아버지는 박련(朴連)이고, 어머니는 한씨(韓氏)이다. 박예수(朴禮壽)의 형이다. 서울에서 살았다.

## 이력
유몽인의 《어우야담》에는 그가 신벌(申橃)의 노비라고 되어 있다. 그리고 아우와 함께 시전에서 비단을 파는 상인이라고 설명한다.
수암 박지화에게서 감화를 받아  장사를 그만두고  척암(惕庵) 김근공에게 나아가 《소학》, 《대학》 등과 같은 유교 경전을 배웠다.
당대의 명류들이 그와 교유했다.
평소에 방 하나를 정돈해서 왼편에는 거문고, 오른편에 책을 놓아두고 살았다.
신흠의 기록에 그의 행실이 자세하게 쓰여있다.
1592년(선조 25년) 봄에 신흠을 만난 적이 있다. 같은 해 4월에 임진왜란이 일어나고 몇 달 안 있어 병으로 죽었으며, 선영(조상의 무덤) 곁에 묻혔다.

## 가계[14]
- 아버지: 박련(朴連)
- 어머니: 한씨(韓氏)
  - 본인: 박인수
  - 아내: 장씨(張氏)
    - 아들: 박기원(朴奇元) - 가선대부까지 이름
      - 첫째 손자: 박경남(朴敬男)
      - 둘째 손자: 박효남(朴孝男)
      - 셋째 손자: 박제남(朴悌男)
      - 넷째 손자: 박성남(朴成男)
      - 막내 손자: 박의남(朴義男)

    - 맏딸: 상궁(尙宮)[15] 박씨
    - 둘째·막내딸: 일찍 사망

  - 아우: 박예수(朴禮壽)

## 전기 자료
- 신흠, 《상촌집》 권25, 박생 묘표
- 성문준, 《창랑집》 권4, 박생 묘표

## 참고 자료
- 유몽인 지음, 신익철 외 3인 옮김, 《어우야담》, 돌베개, 2006
- 신흠의 《상촌집》
- 성혼의 《우계집》
- 성문준의 《창랑집》